# 長畑弘伸
長畑 弘伸（ながはた ひろのぶ、1969年5月22日 - ）は元競泳選手。
1988年ソウルオリンピックに出場し、平泳ぎ・メドレーリレーそれぞれで5位入賞を果たす。
平泳ぎでは、元日本記録保持者でありながら、ジュニア時代から中学新記録、高校新記録、日本記録を樹立する。またその他の種目でも、全国大会でメダル獲得経験を持つ、オールマイティースイマーである。
1992年に引退する。